# Okmin
Okmin (z lit. akmuo – kamień) – jezioro położone na przedpolu doliny Czarnej Hańczy w województwie podlaskim, w powiecie suwalskim, w gminie Suwałki.
Jest to jezioro rynnowe, bezodpływowe. Linia brzegowa jest słabo rozwinięta. Na zachodnim brzegu jest kilka łagodnie zarysowanych zatoczek. Jezioro ma polne brzegi o łagodnych wzniesieniach, natomiast od strony wschodniej przechodzą w strome skarpy. Dookoła jeziora jest kilka zadrzewień (kępy leśne). Z północnej strony wypływa struga z jeziora Okmin Mały. Na wschodnim brzegu jeziora położone są dwie wsie: od północy Czarnakowizna, a od południa Osowa.
Jest to jezioro typu oligotroficzno-mezotroficznego, pozbawione przy brzegach wysokiej roślinności, o ubogim litoralu. Jezioro jest głębokie o czystych i przejrzystych wodach. Dno jest bardzo kamieniste. Występuje tam również spore połacie dna piaszczystego i piaszczysto-żwirowego. Plaże wykorzystywane są w celach rekreacyjnych.
Według klasyfikacji Stanisława Pietkiewicza, Okmin należy do grupy jezior taciewskich, do których zalicza się też jeziora: 
- Ożewo
- Taciewo
- Grabeńszczyzna
- Okminek

W jeziorze występują następujące gatunki ryb: sielawa, szczupak, leszcz, okoń.